# Regina Bastos
Pour les articles homonymes, voir Bastos.
Regina Bastos (née le 4 novembre 1960) est une ancienne députée européenne portugaise (2009-2014) membre du parti social démocrate. Elle fait partie du groupe du Parti populaire européen. Elle est membre de la commission de l'emploi et des affaires sociales, de la commission des droits de la femme et de l'égalité des genres et de la délégation pour les relations avec l'Australie et la Nouvelle-Zélande.